# Glycosmis lucida
Glycosmis lucida är en vinruteväxtart som beskrevs av Nathaniel Wallich och Cheng Chiu Huang. Glycosmis lucida ingår i släktet Glycosmis och familjen vinruteväxter. Inga underarter finns listade i Catalogue of Life.